# فنلاند در المپیک تابستانی ۱۹۹۶
فنلاند در بازی‌های المپیک تابستانی ۱۹۹۶ که در شهر آتلانتا ایالات متحده آمریکا برگزار شد، کاروان فنلاند با ۷۶ ورزشکار در این رقابت‌ها شرکت کرد و موفق به کسب ۴ مدال (۱ طلا، ۲ نقره، ۱ برنز) شد. در جدول رتبه‌بندی توزیع مدال‌ها، فنلاند در ردهٔ ۴۰ مسابقات قرار گرفت.